# Takenouchi Yasunori

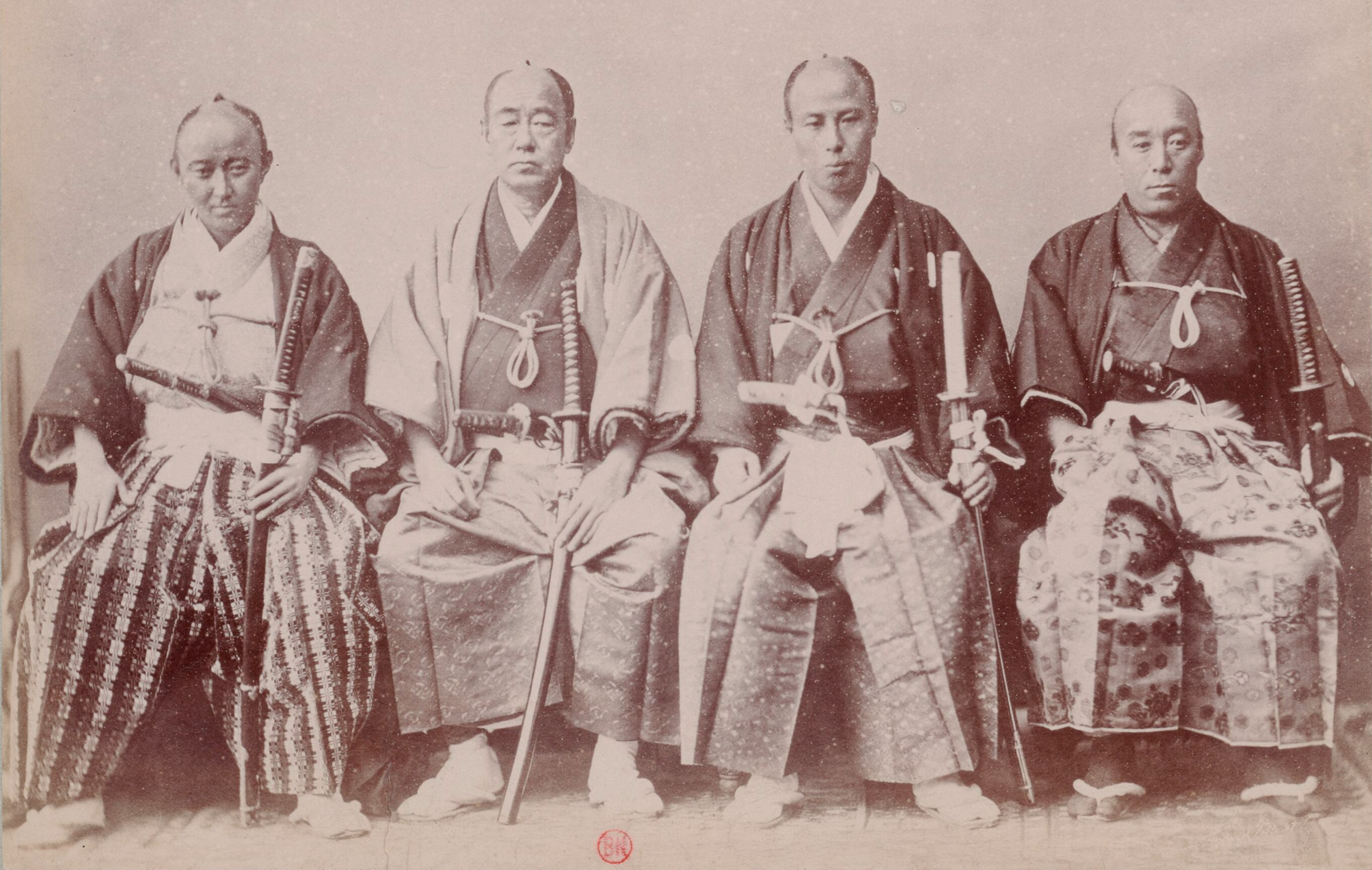
Führende Mitglieder der Takenouchi-Mission.

Takenouchi Yasunori (japanisch 竹内 保徳; geboren 1807 in Edo; gestorben am 6. März 1867) war ein japanischer Mitarbeiter der Tokugawa-Regierung und Leiter der Takenouchi-Mission 1862.

## Leben und Wirken
Takenouchi Yasunori war Sohn von dem Hatamoto Takenouchi Tomizō (竹内富蔵) und wurde ein Mitarbeiter des Shogunats. Als 1853 Perry nach Japan kam, wurde er Leiter der Festung „Utsumi Daiba“ (内海台場), Leiter der Gießerei Ōtsutsu (大筒鋳) und war an den Vertragsverhandlungen mit Perry beteiligt. 1854 wurde er Kommissar für Hakodate (箱館奉行, Hakodate bugyō). Es heißt, dass die Ainu ihn verehrten, weil er sie von einer Anordnung des Shogunats befreite, nämlich ihre Haare zu schneiden. Er entwickelte die Fischerei und erhielt wegen des reichen Heringsfangs während seiner Amtszeit den Spitznamen „Heringskommissar“ (ニシン奉行, Nishin bugyō).
1861 wurde Takenouchi Kommissar für das Rechnungswesen (勘定奉行, Kantei bugyō) und gleichzeitig Kommissar für auswärtige Angelegenheiten (外国奉行, Gaikoku bugyō). Im Dezember desselben Jahres wurde er zum Leiter der Gesandtschaft für Europa ernannt und verließ Yokohama auf einem britischen Kriegsschiff mit mehr als 30 Personen. Angesichts der Zunahme der Sonnō-jōi-Bewegung besuchte er europäische Länder, um die Eröffnung der beiden Städte (Edo und Osaka) und der beiden Häfen (Hyōgo und Niigata) über die vorgeschriebene Frist hinaus zu verschieben.
Erst im Mai 1862 wurde das „London Memorandum of Understanding“ mit Großbritannien unterzeichnet, gefolgt von ähnlichen Abkommen mit Preußen, Russland, Frankreich und Portugal. 1863 kehrte Takenouchi auf einem französischen Schiff nach Japan zurück, wurde jedoch aufgrund der Bemühungen des Shogunats, den gegenüber Ausländern voreingenommenen kaiserlichen Hof zu besänftigen, nicht weiter beschäftigt und trat im folgenden Jahr als Kommissar für das Rechnungswesen zurück. Er wurde zwar zum Kommissar von Osaka (大坂町奉行, Ōsaka machibugyō) ernannt, trat das Amt aber nicht an, sondern ging in den Ruhestand.